# Bony de la Sovinyera
El Bony de la Sovinyera és una muntanya de 1.845,8 metres que es troba a cavall dels termes municipals d'Alt Àneu, a l'antic terme de Son, i d'Esterri d'Àneu, a la comarca del Pallars Sobirà.